# Holm Singer
Holm Singer (* 23. července 1961 Reichenbach) je bývalý informátor východoněmecké Stasi, který udával místní církevní hodnostáře. Ve Stasi pracoval v letech 1980 až 1989 pod krycím jménem IM "Schubert". (Německá zkratka „IM“ znamená „inoffizieller Mitarbeiter“, čili „neoficiální spolupracovník“.) V březnu 2008 Singer dosáhl vydání předběžného soudního opatření, které zakázalo prezentovat na výstavě v Reichenbachu jeho jméno a jeho podloudné aktivity. 22. dubna 2008 Singer „ztratil právní nárok na utajení své totožnosti“ a předběžné opatření bylo zrušeno. Soudní bitva však pokračuje a případ dosud není vyřešen.
O případu se diskutovalo v německých médiích.